# 小行星42487
小行星42487（42487 Ångström）是一顆小行星帶的小行星，天文學臨時編號1991 RY2。該小行星於1991年9月9日由天文學家弗賴穆特·伯恩根和Lutz D. Schmadel在德國卡爾·史瓦西天文台發現。
該小行星以瑞典天文學家，天體光譜學的其中一位奠基者安德斯·埃格斯特朗命名。